# Rhododendron litchiifolium
Rhododendron litchiifolium là một loài thực vật có hoa trong họ Thạch nam. Loài này được T.C. Wu & P.C. Tam miêu tả khoa học đầu tiên năm 1979.